# Scotobleps gabonicus
Genre
Espèce
Synonymes
- Astylosternus oxyrhynchus Nieden, 1908
- Scotobleps camerunensis Ahl, 1927 "1925"

Statut de conservation UICN

 LC  : Préoccupation mineure
Scotobleps gabonicus, unique représentant du genre Scotobleps,  est une espèce d'amphibiens de la famille des Arthroleptidae.

## Répartition
Cette espèce se rencontre dans l'extrême Sud-Est du Nigéria, dans le sud-ouest du Cameroun, en Guinée équatoriale, dans l'ouest du Gabon, dans le sud de la République du Congo et dans l'ouest de la province du Kongo-Central en République démocratique du Congo,.
Sa présence est incertaine au Cabinda.

## Publication originale
- Boulenger, 1900 : A list of the batrachians and reptiles of the Gaboon (French Congo), with descriptions of new genera and species. Proceedings of the Zoological Society of London, vol. 1900, p. 433-456 (texte intégral).